# بنتونیت

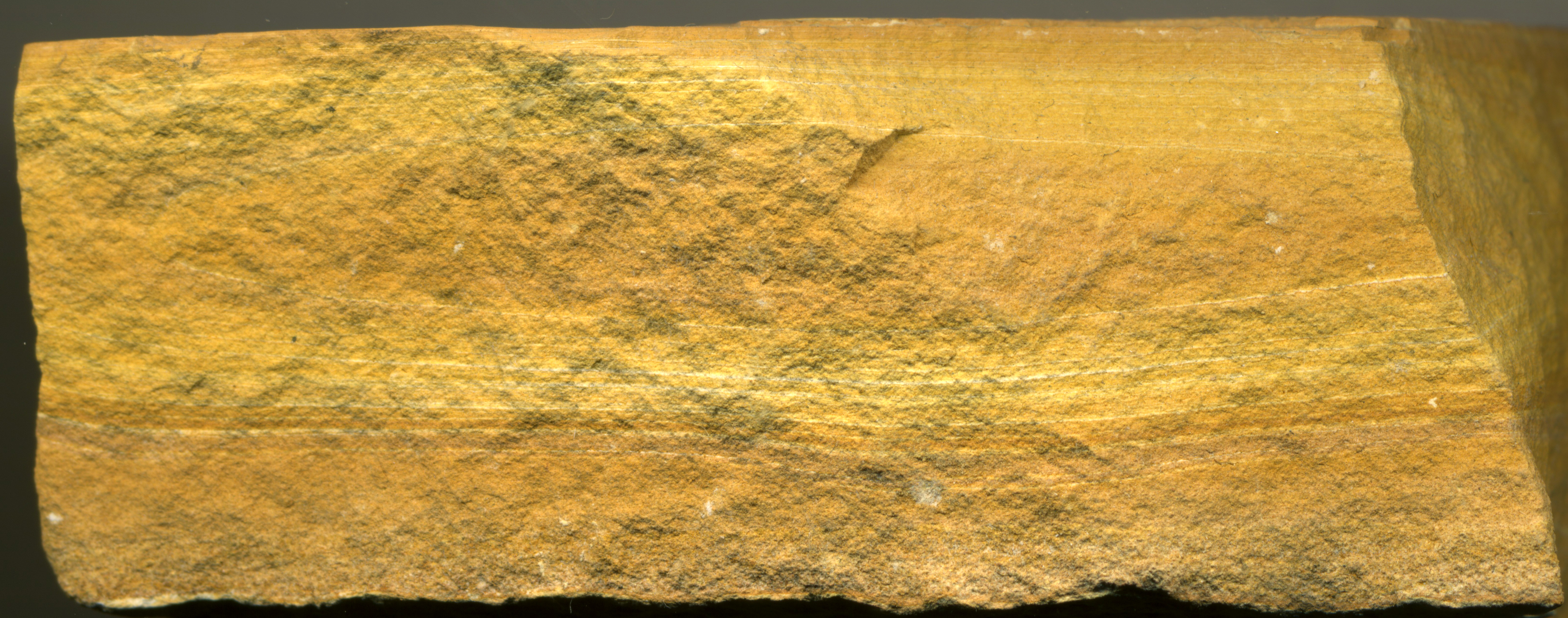
لایه‌های بنتونیت از ذخایر باستانی توف خاکستر آتشفشانی فرسوده در وایومینگ

بنتونیت (به انگلیسی: Bentonite) که با نام گِل ارمنی در طب سنتی معروف است، نوعی رس ریزدانه است که حداقل ۸۵ درصد رس مونت‌موری‌لونیت داشته باشد. اصطلاح «بنتونیت» معمولاً برای خاک‌های کلوئیدالی که در اصل با رگه‌های شیل بنتون کرتاسه که در نزدیکی قلعه نظامی بنتون و منطقه رودخانه سنگی وایومینگ در هم آمیخته‌اند، به کار برده می‌شود. بنتونیت یک ماده از دسته رس‌ها و از کانی‌های متورم شونده تشکیل شده‌است که عمدتاً مونتموریلونیت و به مقدار کمی بیدلیت هستند. اکثر بنتونیت‌ها بر اثر هوازدگی و دگرسانی خاکسترهای آتشفشانی و اغلب در حضور آب تشکیل می‌شوند و سنگ منشأ آن‌ها اکثراً بازیک است. تجزیه خاکستر آتش فشانی عمدتاً در محیط شور و باتلاقی انجام می‌شود و هر چه از آتش‌فشان دور شویم، ضخامت بنتونیت کاهش می‌یابد. بنتونیت دارای ساختمان آلومینوسیلیکاتی است و در دسته سیلیکات‌های سه لایه قرار می‌گیرد. بنتونیت دارای دو لایه چهار وجهی و یک لایه هشت وجهی می‌باشد. فرمول عمومی بنتونیت به صورت ذیل می‌باشد:
(Na, CaO)(Al, Mg)(Si4O10)3 (OH)6 nH2O
بنتونیت که نوعی خاک رس متورم شده‌است، قابلیت جذب مقدار زیادی آب را دارد و این باعث افزایش حجم آن تا هشت برابر می‌شود. به این ترتیب، بسترهای بنتونیت برای ساخت و ساز و جاده‌ها مناسب نیستند. با این حال، خاصیت تورم آن در کاربردهایی مانند گل حفاری و آب‌بندی‌های زیرزمینی به خوبی مورد استفاده قرار می‌گیرد.
جز اصلی بنتونیت، مونتموریلونیت,سمکتیت است که یک کانی آلومینیوم فیلوسیلیکات به شکل دانه‌های میکروسکوپی و ورقه‌ای است. این ساختار به بنتونیت سطح وسیع‌تری می‌بخشد و آن را به یک جاذب باارزش تبدیل می‌کند. همچنین این صفحات زمانی‌که مرطوب هستند، به یکدیگر می‌چسبند که این خاصیت به بنتونیت انسجامی می‌دهد که از آن به‌عنوان چسب و افزودنی برای بهبود خاصیت پلاستیکی خاک رس کائولینیت در ساخت سفال‌ها استفاده شود.
یکی از اولین یافته‌های بنتونیت در شیل بنتون کرتاسه در نزدیکی رودخانه راک، وایومینگ بود. گروه فورت بنتون به همراه سایر گروه‌ها در توالی لایه‌های زمین‌شناسی، در اواسط قرن نوزدهم به افتخار فورت بنتون، مونتانا نام‌گذاری شد که توسط فیلدینگ برادفورد میک و اف.وی.هایدن از اداره زمین‌شناسی ایالات متحده انجام گرفت. بنتونیت از آن زمان در مکان‌های دیگری نیز کشف شده‌است، از جمله چین و یونان (میدان بنتونیت جزیره آتشفشانی میلس در دریای اژه). تولید کل جهانی بنتونیت در سال 2018، 20,400,000 تن متریک بوده‌است.

## مشخصات واحد چهاروجهی
واحد سیلیس واحد چهار وجهی و واحد مشترک تمام کانی‌های رسی می‌باشد که در اصل یک چهار وجهی هرمی شکل بوده و در آن یک اتم سیلیس توسط چهار اتم اکسیژن احاطه گردیده‌است. به دلیل اتصال پی در پی این واحدها به یکدیگر به صورت صفحه‌ای و با پیوند قوی بین اکسیژن‌های پایه لایه سیلیکات یا همان صفحه فیلوسیلیکات تشکیل می‌گردد، اتصال واحدهای چهار وجهی به یکدیگر به صورت مسطح تشکیل ساختار شش وجهی را می‌دهد و در بین این ساختار شش وجهی، حفره‌هایی شکل می‌گیرد که در صورت تأمین بار الکتریکی کافی روی سطح اکسیژن، محل مناسبی جهت تثبیت یون‌های بین لایه‌ای برای سطح رس می‌باشند.

## مشخصات واحد هشت وجهی
کاتیون‌های موجود در بنتونیت توسط شش واحد هیدروکسیل در یک هشت وجهی احاطه می‌شوند. اتصال بین واحدهای هشت وجهی به صورت مسطح سبب تشکیل لایه هشت وجهی می‌گردد. اتصال بین صفحات هشت وجهی و چهار وجهی با به اشتراک گذاشتن اکسیژن رأس هرم واحد چهار وجهی صورت می‌گیرد. عنصر مرکزی در واحد هشت وجهی آلومینیوم است.
به علت وجود پیوندهای ضعیف واندروالسی میان لایه‌های بنتونیت، آن‌ها به راحتی بر روی یکدیگر می‌لغزند که این باعث می‌شود بنتونیت در اثر لمس چرب به نظر برسد. از طرفی این ویژگی سبب می‌گردد که ذرات بنتونیت در محیط آبی بین هفت تا بیست برابر حجم خود آب جذب کرده و متورم شوند. دلیل اصلی تورم بنتونیت‌ها جذب آب در لایه‌های سطحی به واسطه هیدراتاسیون کاتیون‌های قابل تعویض و در نهایت جدا شدن لایه‌های شبکه در نتیجه نیروی دافعه مشابه فشار اسمزی (این مرحله تورم اسمزی نام دارد) است. تورم بنتونیت‌ها پس از هیدراتاسیون آن‌ها اتفاق می‌افتد. بنتونیت در آب گرم‌تر سریع‌تر فعال می‌شود. اندازه ذرات پراکنده بنتونیت ۲ میکرون می‌باشد. بنتونیت می‌تواند دفعات بسیار زیادی آب جذب کرده و مجدداً خشک شود بدون آن که خاصیت متورم شدن خود را از دست دهد. هر گرم از این ترکیب دارای سطح بزرگ ۶۰۰ تا ۸۰۰ متر مربع است.

## کاربرد در صنعت فولاد
در تولید فولاد به روش احیا مستقیم، پودر سنگ آهن ابتدا باید به گندله تبدیل شود تا سپس در کوره‌های مخصوص احیا گردیده و به آهن اسفنجی تبدیل گردد. در مرحله تولید گندله، نرمه سنگ آهن با مش ۳۲۵ یا ابعاد (۴۵ میکرون) به همراه آب و مواد افزودنی مثل: هیدواکسید کلسیم یا شیر آهک، آهک، بنتونیت، و انواع چسب‌های آلی و معدنی (نشاسته، سیمان…) مخلوط شده و توسط دستگاه گندله‌ساز چرخانده می‌شود تا گندله‌های مورد نظر ساخته شود.

## چاه ارت
دوغاب بنتونیت در چاه ارت به عنوان یک مادهٔ کم‌مقاومت استفاده می‌شود که الکترود زمین در آن قرار می‌گیرد. بنونیت حفره‌های اطراف میلهٔ زمین را پر می‌کند تا مقاومتش پایین بیاید. بنتونیت به علت داشتن خاصیت تیکسوتروپیک پس از مدتی راکد ماندن، ژل می‌شود و شسته نخواهد شد. بنتونیت مقاومت الکتریکی پایینی دارد و در شرایط معمولی خشک نمی‌شود.

## مصارف درمانی
- درمان اختلالات گوارشی نظیر رفلاکس معده، یبوست، نفخ و گاز معده
- کمک برای مشکلات پوستی و آلرژیک
- تأمین مواد معدنی مورد نیاز بدن
- تأمین مواد مورد نیاز بدن در هنگام اسهال و استفراغ
- دفع مسمومیت دستگاه گوارش
- بهبود بهداشت دهان
- کمک در درمان هر نوع مشکلات پوستی و
تسریع درمان
- به عنوان مایکوتوکسین بایندر (جذب‌کننده سموم قارچ‌ها) در جیره‌های دام و بخصوص
طیور صنعتی کاربرد دارند

## دیگر کاربرد های بنتونیت
به عنوان تصفیه کننده و رنگبری روغن
بنتونیت در خوراک دام
استفاده از آن در کشاورزی
حفاری چاه نفت
گندله سازی
بستر حیوانات اهلی